# Eunice Barber
Eunice Barber - (17 de noviembre de 1974 en Freetown, Sierra Leona). Atleta que ha representado a Sierra Leona y Francia especialista en las pruebas de heptatlón y salto de longitud. Fue campeona mundial de heptatlón en Sevilla 1999 y de salto de longitud en París 2003.

## Biografía

### Inicios
Con solo 17 años participó en los Juegos Olímpicos de Barcelona 1992 representando a Sierra Leona en las pruebas de heptatlón y 100 metros vallas, aunque acabó en las últimas posiciones.
Al año siguiente participó en el heptatlón de los Campeonatos del Mundo de Stuttgart 1993, donde no pudo acabar la competición a causa de una lesión.
Su salto a la élite internacional se produjo en 1995, cuando finalizó en cuarta posición del heptatlón en los Campeonatos del Mundo de Gotemburgo, haciendo su mejor marca personal con 6.340 puntos, y mejorando sus registros en seis de los siete eventos que componen el heptatlón.
Fue quinta en el heptatlón de los Juegos Olímpicos de Atlanta 1996. En estos Juegos participó también en salto de longitud, aunque no pudo clasificarse para la final.
Debido a una lesión, estuvo alejada de las pistas en 1997 y 1998. En 1999 obtuvo la nacionalidad francesa, país donde residía desde 1992, y pasó a competir por este país.

### Campeona del mundo
Su primer gran éxito internacional llegó en los Campeonatos del Mundo de Sevilla 1999, donde tuvo una sensacional actuación ganando la medalla de oro en heptatlón y haciendo su mejor marca personal con 6.861 puntos, muy por delante de todas sus rivales. La plata fue para la británica Denise Lewis y el bronce para la siria Ghada Shouaa.
En 2000 Barber comenzó el año haciendo en Götzis, Austria, una gran marca de 6.842 puntos, que sería la mejor marca mundial de la temporada. Era una de las grandes favoritas para ganar el oro en los Juegos Olímpicos de Sídney que se disputaron ese mismo año. Sin embargo una lesión le obligó a abandonar la prueba después de cinco eventos. El título olímpico se lo llevaría la británica Denise Lewis.
En los Campeonatos del Mundo de París 2003 la gran dominadora del heptatlón fue la sueca Carolina Klüft, que ganó superando la barrera de los 7000 puntos. Eunice Barber se hizo con la medalla de plata con 6.755 puntos. Sin embargo su gran momento llegó cuando contra todo pronóstico se hizo con la medalla de oro en la final de salto de longitud, saltando 6,99 m en su último intento.

### Última etapa
En 2004 sufrió numerosos problemas físicos, sobre todo en los isquiotibiales de su pierna derecha, lo que le impidió competir con normalidad durante la temporada. En los Juegos Olímpicos de Atenas no estaba en buenas condiciones y decidió no participar en el heptatlón. Sí lo hizo en el salto de longitud, aunque no logró clasificarse para la final.
Ya recuperada, en los Campeonatos del Mundo de Helsinki 2005 volvió a luchar codo con codo con la sueca Carolina Klüft por el oro en el heptatlón, igual que dos años antes en París. De nuevo la sueca se hizo con la medalla de oro con 6.887 puntos, y Barber tuvo que conformarse con la medalla de plata con 6.824 puntos, a muy poca distancia de la ganadora. En la final de salto de longitud Barber se hizo con la medalla de bronce, tras la estadounidense Tianna Madison y la rusa Tatyana Kotova.
En 2006 participó en los Campeonatos de Europa de Gotemburgo, pero tuvo que abandonar el heptatlón tras disputar únicamente dos eventos debido a un problema muscular.
En marzo de 2006 se vio implicada en confuso incidente con la policía francesa en París, donde fue detenida acusada de haber mordido a un policía, aunque ella siempre lo negó. Pasó un día detenida y fue puesta en libertad con cargos.

## Resultados

### Competiciones
| Año  | Competición                 | Lugar      | Puesto                                    | Marca      |
| ---- | --------------------------- | ---------- | ----------------------------------------- | ---------- |
| 1995 | Campeonato del Mundo        | Gotemburgo | 4ª en heptatlón                           | 6.340      |
| 1996 | Juegos Olímpicos            | Atlanta    | 5ª en heptatlón                           | 6.342      |
| 1997 | Campeonato del Mundo Indoor | París      | 6.ª en pentatlón                          | 4.558      |
| 1999 | Campeonato del Mundo        | Sevilla    | 1.ª en heptatlón                          | 6.861      |
| 2003 | Campeonato del Mundo        | París      | 1.ª en salto de longitud 2.ª en heptatlón | 6.99 6.755 |
| 2005 | Campeonato del Mundo        | Helsinki   | 3.ª en salto de longitud 2.ª en heptatlón | 6.76 6.824 |

### Marcas personales
- Heptatlón - 6.889 (Arlés, 5 de julio de 2005)
- 100 metros vallas - 12,78 (Edmonton, 4 de agosto de 2001)
- Salto de altura - 1.93 (Sevilla, 21 de agosto de 1999)
- Lanzamiento de peso - 13.99 (Arlés, 7 de junio de 2003)
- 200 metros - 23,53 (Praga, 3 de julio de 1999)
- Salto de longitud - 7.05 (Mónaco, 14 de septiembre de 2003)
- Lanzamiento de jabalina - 53.10 (Angers, 15 de julio de 2005)
- 800 metros - 2:10,55 (Götzis, 27 de mayo de 2001)